# Боррель II (граф Барселоны)
Боррель II (кат. Borrell II; ранее 934—30 сентября 992 или 993) — граф Барселоны, Жероны и Осоны с 947 года, граф Урхеля с 948 года. Он стал первым графом Барселоны, отказавшимся признать над своими владениями верховную власть королей Франции. В настоящее время каталонцы считают 988 год датой основания Каталонии.

## Биография

### Начало правления
Боррель II был старшим сыном графа Барселоны Суньера I и Рихильды. Впервые он упоминается в дарственной хартии, данной его отцом 30 ноября 934 года церкви в Жероне. Боррель наследовал отцу в графствах Барселона, Жерона и Осоне после того, как тот в 947 году покинул престол и ушёл в монастырь. Его соправителем до 966 года был его младший брат Миро, который, в основном, занимался лишь вопросами управления городом Барселона и его округи, в то время как Боррель управлял всей оставшейся территорией графства, а также занимался военными вопросами и дипломатией.
В 948 году, после смерти своего неоставившего наследников дяди, графа Сунифреда II, Боррель II получил в наследство графство Урхель, а после смерти Миро сосредоточил в своих руках управление всем графством Барселона и подчинёнными ему землями. Эти территории составляли так называемую Испанскую марку. Официальным титулом, использовавшимся Боррелем в это время, был титул comes et marchio (граф [Барселоны] и маркграф [Испанской марки]).

### Графство Барселона и его соседи

Каталонские графства в IX—XII веках

Боррелю II, который был менее воинственным правителем, чем его отец, приходилось лавировать между приходившим в упадок Западно-Франкским королевством Каролингов, с которым граф был связан вассальными обязательствами, и находящимся в периоде своего расцвета Кордовским халифатом.
Боррель, безусловно, в это время признавал над собой верховную власть королей франков, доказательством чего служат датировки хартий, выданных графом Барселоны: все они датированы годами правления королей Людовика IV и Лотаря. Сохранилось несколько документов, выданных королями франков в пользу церквей и монастырей Каталонии.
С халифом Кордовы Абд ар-Рахманом III Боррель II также поддерживал дружественные отношения. В самом начале своего правления он подтвердил торговый договор, заключённый с халифом в 940 году его отцом. В 950 году граф Барселоны лично прибыл в Кордову, сопровождая посольство, направленное к Абд ар-Рахману III маркграфом Тосканы, а в 956 году в столицу халифата было отправлено новое посольство. В результате посольств были заключены новые мирные и торговые договоры между Барселонским графством и Кордовским халифатом, что привело к увеличению доходов от торговли и росту богатства графства. Также росту благосостояния Барселоны способствовало наличие в городе крупного для того времени порта и то, что через графство проходил Путь Святого Иакова. Это позволило Боррелю II финансировать не только строительство и военные нужды, но и передавать значительные средства монастырям и храмам — основным очагам культуры Раннего Средневековья.
Граф Боррель поддерживал тесные отношения и со знатью Южной Франции, часто посещая владения герцога Аквитании и графа Тулузы. В 967 году в Роуде состоялось его бракосочетание с Леудегардой (Ледгардой), дочерью или графа Тулузы Раймунда IV, или графа Руэрга Раймунда II. Таким образом Боррель первым из барселонских графов отошёл от традиции брать жён только из знатных родов Каталонии.
В этом же году Боррель II совершил паломничество в монастырь в Орийяке, чтобы поклониться мощам святого Жеро (Герольда). Здесь местный аббат Адральд посоветовал графу взять с собой в Барселону монаха Герберта, будущего папу римского. Герберт был отдан Боррелем на обучение епископу Вика Ато, который обладал выдающимися для того времени познаниями в математике.

### Паломничество в Рим
Граф Боррель II был набожным человеком, покровительствующим церквям и монастырям, расположенным в его владениях. В конце 970 года он совершил паломничество в Рим. В поездке его сопровождали епископ Вика Ато и Герберт Орийякский. Одной целью поездки было желание Борреля II поклониться мощам святого Петра. Другой — намерение графа добиться от папы римского Иоанна XIII восстановления архиепископства Таррагона, прекратившего своё существование после завоевания города маврами. Этим шагом Боррель намеревался укрепить увеличивающуюся самостоятельность своего графства, епархии которого находились в подчинении архиепископа Нарбонны, и усилить через церковные институты своё влияние на приграничные с Барселонским графством земли Кордовского халифата. Получив от графа богатые дары, на Рождество 970 года Иоанн XIII выдал Боррелю пять булл, подтверждающих восстановление архиепископства Таррагоны, юрисдикция которого распространялась на Барселонскую, Урхельскую, Жеронскую и Викскую епархии. Новым архиепископом был назначен Ато. Временной митрополией архиепископства, до освобождения Таррагоны от власти мавров, становилась Осона. К огромному сожалению Борреля II его намерения не осуществились, так как Ато 22 августа 971 года был убит, так и не сумев занять кафедру Таррагоны.
Во время своего пребывания в Риме граф Боррель II, по просьбе Иоанна XIII, отослал к папе римскому Герберта Орийякского, поразившего Иоанна своей учёностью. В свою очередь папа римский представил Герберта императору Священной Римской империи Оттону I Великому, который назначил того учителем своего сына, будущего императора Оттона II.

### Войны с маврами

Походы Аль-Мансура

#### Первые столкновения
Первый военный конфликт Борреля II с Кордовским халифатом относится к 963—965 годам. В 962 году граф Барселоны заключил направленный против мавров союз с королём Леона Санчо I Толстым и королём Наварры Гарсией I Санчесом, а также с графом Кастилии Фернаном Гонсалесом. Это был первый в истории Барселонского графства случай, когда его правители заключили союз против мусульман с другими христианскими владетелями Испании. В ответ халиф ал-Хакам II организовал несколько походов во владения союзников и нанёс им ряд поражений. В 965 году христианские государи севера Пиренейского полуострова были вынуждены заключить с халифом мирный договор, в котором признавали над собой верховную власть ал-Хакама II и обязывались платить ему дань.
В 971 и 974 годах граф Боррель направлял свои посольства в Кордову, заключив с халифом новые мирные и торговые соглашения. Согласно договорам, граф Барселоны разрушил несколько своих пограничных укреплений, однако эти потери компенсировались ростом доходов графства и возможностью колонизации пустующих земель на границе графства и халифата (например, в 974 году поселенцы из Монтмело заселили Конка-де-Барбера).
Ситуация значительно обострилась, когда после смерти ал-Хакама II в 976 году реальную власть в Кордовском халифате захватил аль-Мансур, начавший широкомасштабную войну против христианских государств Пиренейского полуострова. Его походы сопровождались массовыми убийствами христиан, угоном пленных в рабство и разрушениями. Особенно безжалостно аль-Мансур относился к христианским храмам и монастырям. Свои походы он, в основном, совершал против Королевства Леон и Наварры, но и территория Барселонского графства вскоре подверглась его вторжениям. В 978 году, после похода в Наварру, войско мавров атаковала каталонский замок аль-Далия. В ходе нападения 982 года мусульмане дошли до окрестностей Жероны и взяли принадлежавшие Боррелю II крепости Монт-Фарик и Вутин (современная Одена). В 984 году разграблению подверглась вся территория графства. Попытки Борреля II с помощью даров примириться с аль-Мансуром завершились безрезультатно.

#### Взятие Барселоны
В 985 году аль-Мансур лично возглавил 50 000-е войско, 5 мая выступившее в поход на Барселону. Свидетельства христианских и мусульманских первоисточников, описывающих дальнейшие события содержат противоречащие друг другу данные и современные историки пока не смогли выработать единую точку зрения на приводимые в них факты. Согласно испано-христианским свидетельствам, Боррель II был разбит маврами в битве при Роверансе и был вынужден отступить в замок Вик, а Барселона сдалась только после нескольких дней осады. Согласно испано-мусульманским историкам, никакого сопротивления наступавшим войскам аль-Мансура оказано не было и город сдался без боя. Несмотря на эти противоречия, источники единодушно говорят, что когда 6 июля мавры вошли в Барселону, они подвергли город страшному разорению. Большинство жителей были убиты, оставшиеся угнаны в Кордову и там проданы работорговцам. Среди знатных пленных, за которых впоследствии был получен выкуп, были виконт Барселоны Удалардо I, виконт Жероны Гуандалгауд и архидиакон Арнульф. Бо́льшая часть Барселоны была сожжена. Были разрушены и все церкви и монастыри, в том числе кафедральный собор Санта-Эвлалиа-де-Барселона. 10 июля аль-Мансур покинул Барселону и двинулся к Вику, но, узнав, что Боррель II уехал оттуда в укреплённый монастырь Санта-Мария-де-Риполь, повернул назад и 23 июля возвратился в Кордову.
Почти сразу же после того, как войско мавров покинуло территорию Барселонского графства, Боррель II возвратился в Барселону и приступил к восстановлению города, сумев ещё до своей смерти отстроить городские стены. В 986 году Боррель, не получив помощи от своего сюзерена, короля Франции, был вынужден заключить мир с аль-Мансуром и признать себя вассалом Кордовского халифата.

### Графство Барселона становится независимым

#### Отношения с Западно-Франкским королевством (Францией) до 985 года
В течение первой половины своего правления граф Боррель II не подвергал сомнению сюзеренитет королей Западно-Франкского королевства (Франции) над графством Барселона. Однако затем, по мере увеличения богатства и влияния графства, стала расти и его самостоятельность. С 971 года, без какого-либо разрешения со стороны короля Лотаря, Боррель начинает использовать титул герцог Готии (dux Gotiae), а в 977 году в хартии графа монастырю Санта-Мария-де-Риполь впервые отсутствует датировка по годам правления королей из династии Каролингов. За период 970-х и первой половины 980-х годов нет сведений о связях Борреля II с французским королевским двором. Мусульманский историк Ибн Хаййан пишет, что аль-Мансур в 985 году принял решение напасть на Барселону только после того, как узнал, что «люди Барселоны полностью отложились от королевства франков».

#### Посольство к королю Лотарю
Разорение аль-Мансуром Барселоны заставило Борреля II вновь восстановить связи с Западно-Франкским королевством. В феврале 986 года к королю Лотарю, находившемуся в Компьене, прибыл посланец Борреля, аббат монастыря Сан-Кугат Эд. Точно известно, что он получил от короля подтверждение привилегий, данных ранее монастырю франкскими королями и сгоревших во время взятия Барселоны маврами. Данная по этому поводу королём Лотарем хартия стала последним документом королей Франции, в которой даются распоряжения относительно объектов в Испанской марке. Предполагается, что аббат Эд передал Лотарю и просьбу графа Борреля о помощи против мусульман, однако этот призыв графа Барселоны к своему сюзерену так и остался без ответа, так как уже 2 марта этого года король Лотарь неожиданно скончался.

#### Письмо короля Гуго Капета
В следующий раз вопрос о помощи графству Барселона со стороны королей Франции возник в ноябре 987 года, когда новоизбранный король Гуго Капет, в подтверждение своего намерения короновать соправителем своего сына Роберта, представил противникам этого шага письмо графа Борреля II с просьбой о помощи и объявил о намерении лично отправиться в поход против мавров. Довод оказался убедительным и 25 декабря Роберт был коронован. В конце этого или в начале 988 года Гуго Капет написал письмо к Боррелю, в котором говорил о своём скором прибытии: «Так как милостью Божьей нам пожаловано королевство франков во всём спокойствии, мы решили, по совету наших верных вассалов, как можно скорее отправиться вам на помощь. Если же вы хотите сохранить нам верность, в которой вы неоднократно заверяли в своих посланиях наших предшественников королей, для того, чтобы мы прибыли в ваши края, мы не обманем вас и обещаем вам помочь…». Неизвестно, дошло ли послание до адресата и было ли оно вообще отправлено. Поход короля Гуго Капета в Испанию так и не состоялся из-за начавшегося весной мятежа герцога Нижней Лотарингии Карла.

#### Обретение Барселоной независимости
Так и не получив от королей Франции ответа на просьбы о помощи, Боррель II принял решение разорвать свои вассальные обязательства перед ними. В данной 10 марта 988 года дарственной хартии монастырю Сан-Кугат-дель-Вальес Боррель впервые использовал титул Испании герцог и маркграф милостью Божьей — титул, которые могли носить только независимые сеньоры. Этим же днём датировано письмо, направленное графом Барселоны папе римскому Иоанну XV, в котором Боррель объяснил свой отказ повиноваться королям Франции, их неспособностью выполнять обязанности по защите владений своих вассалов от врагов.
Так графство Барселона стало независимым феодальным владением. 988 год считается каталонцами годом образования Каталонии. С этого момента началось активное сближение Барселоны с другими христианскими государствами севера Пиренейского полуострова и снижение влияния на неё Франции.

### Последние годы
Последние годы своего правления Боррель II и его сыновья Рамон Боррель и Эрменгол посвятили, в основном, восстановлению своего графства, разорённого походами мавров, для чего они выдали целый ряд хартий и привилегий, направленных на развитие различных местностей в их владениях. К подобным документам относится данное в апреле 986 года сыновьями Борреля от имени их отца подтверждение фуэро города Кардоны, изданного одним из их предков, Вифредом Волосатым. Этот документ, выданный местным жителям и новому владельцу находившейся здесь крепости, виконту Осоны Эрмемиру II, по поводу повторного заселения города, ранее разрушенного мусульманами, является одним из первых каталонских фуэро, текст которого сохранился до наших дней.
Укрепляя оборону своих владений, Боррель II возвёл целую линию замков между Анойей и Гайей: в дополнение к новым замкам Монтмело (974) и Кабра (980), между 985 и 990 годами были построены крепости Куэроль, Пиньяна, Монтагут и Фонтруби.
3 июля 988 года Боррель II, в обмен на некоторые из приграничных укреплений, принадлежавшие епископу Урхеля Салле, передал Урхельской епархии территорию современной Андорры. С этого момента и до настоящего времени епископ Урхеля является одним из двух номинальных соправителей этой страны.
К 980 году относится первое упоминание о чеканке собственных монет (монкузо) в Барселонском графстве, однако после похода аль-Мансура их изготовление временно было прекращено и возобновилось только при преемниках Борреля II.

### Боррель II и Церковь
Боррель II являлся покровителем и благотворителем христианской Церкви, о чём свидетельствуют многочисленные дарственные грамоты, данные графом церквям и монастырям, расположенным в его владениях. Правление Борреля совпало с началом проникновения в Испанию клюнийской реформы, которая, благодаря тесным связям графа с Аквитанией и Тулузой, достигла наибольшего успеха именно в Барселонском графстве. Центрами распространения реформ стали особо почитаемые Боррелем II монастыри в Вике и Риполе.
Одновременно шло и развитие культурных традиций, заложенных ещё при вестготах. В 958 году Иоанн, монах из монастыря Санта-Мария-де-Риполь, по поручению графа Борреля II составил сборник декреталий, сохранившийся до наших дней. Богатейшие монастырские библиотеки графства пополнились рукописями, привезёнными сюда кордовскими христианами, бежавшими от репрессий аль-Мансура.

### Завершение правления
В 988 году граф Боррель II назначил своих сыновей — Рамона Борреля и Эрменгола — своими соправителями. С этого времени они начинают упоминаться в хартиях с титулами графов. Эрменгол получил в управление графство Урхель, а Рамон Боррель — остальную территорию Барселонского графства. К началу 992 года власть в графстве полностью перешла от Борреля к его сыновьям, подтверждением чему служат наличие подписей сыновей графа под хартиями этого времени и отсутствие в них подписи самого Борреля.
В 992 или 993 году, совершая поездку по графству Урхель, Боррель неожиданно заболел. 24 сентября он составил завещание, согласно которому его владения были разделены между его сыновьями. Спустя 6 дней, 30 сентября, граф Барселоны Боррель II скончался. В Барселоне, Жероне и Осоне ему наследовал его старший сын, граф Рамон Боррель I. Младший сын Борреля II, Эрменгол I Кордовец, стал графом Урхеля.

### Семья
Граф Боррель II был женат дважды. В первый раз в 967 году (по другим, менее достоверным данным — в 968 году) он женился на Леудгарде (Ледгарде) (950/953— после 16 апреля 980), чьё происхождение точно не установлено. На основе позднейших свидетельств предполагается, что она была дочерью или графа Тулузы Раймунда IV, или графа Руэрга Раймунда II. Детьми от этого брака были:
- Рамон Боррель I (971 или 26 мая 972—25 февраля 1017) — граф Барселоны с 992 или 993 года
- Эрменгол I Кордовец (973/977—22 мая или 1 сентября 1010) — граф Урхеля с 992/993 года
- Эрменгарда (умерла после 10 октября 1029) — замужем за виконтом Барселоны Хериберто (умер ранее 26 июня 1019)
- Рихильда (Рикуильда) (умерла после 1041) — замужем за виконтом Барселоны Удалардо I (умер после 30 мая 1030).

Вторым браком, заключённым не позднее 10 марта 988 года, Боррель II женился на Эймеруде (Аймеруде) (умерла после 992 года), родители которой неизвестны. В позднейших генеалогических источниках вторая жена графа часто упоминается как Эймеруда Овернская. Детей в этом браке у графа Борреля не было.